# Mieczysław Kramarz
Mieczysław Edward Kramarz (ur. 10 marca 1901 we Rzeszowie, zm. 1940 w Kalininie) – porucznik piechoty Wojska Polskiego i komisarz Policji Państwowej, ofiara zbrodni katyńskiej.

## Życiorys
Syn Stanisława i Honoraty z Pożarskich. Ukończył szkołę ludową w Rzeszowie, a w 1917 cesarsko-królewskie II Gimnazjum. 2 stycznia 1918 wstąpił ochotniczo do Polskiego Korpusu Posiłkowego w Bolechowie. Uczestnik wojny polsko-bolszewickiej. Do 1930 roku służył w 5 pułku piechoty Legionów w Wilnie. W latach 1930–1933 był uczniem Szkoły Podchorążych dla Podoficerów w Bydgoszczy. 5 sierpnia 1933 Prezydent RP Ignacy Mościcki mianował go podporucznikiem ze starszeństwem z 15 sierpnia 1933 i 427. lokatą w korpusie oficerów piechoty, a minister spraw wojskowych wcielił do 1 pułku strzelców podhalańskich w Nowym Sączu. W 1935 wrócił do 5 pp Leg. Na stopień porucznika został mianowany ze starszeństwem z 19 marca 1937 i 203. lokatą w korpusie oficerów piechoty.
Następnie przeszedł do policji. Absolwent kursu dla komendantów Policji Państwowej, który ukończył 1 lipca 1938 roku. Od 1938 roku do września 1939 roku Komendant Powiatowy Policji w Działdowie.
Po agresji ZSRR na Polskę w 1939 roku znalazł się w niewoli radzieckiej w specjalnym obozie NKWD w Ostaszkowie. Zamordowany przez NKWD wiosną 1940 roku jako jedna z ofiar zbrodni katyńskiej. Pochowany w Miednoje.

## Awans pośmiertny
4 października 2007 roku Mieczysław Kramarz został pośmiertnie awansowany na stopień nadkomisarza Policji Państwowej.

## Odznaczenia
- Krzyż Walecznych (dwukrotnie)
- Złoty Krzyż Zasługi
- Medal Pamiątkowy za Wojnę 1918–1921
- Medal Dziesięciolecia Odzyskanej Niepodległości
- Srebrny Medal za Długoletnią Służbę
- Brązowy Medal za Długoletnią Służbę
- Krzyż Legionowy
- Medal „Za Łotwę”
- Krzyż Kampanii Wrześniowej 1939 r. - 1 stycznia 1986 (pośmiertnie)[6]